# Donna Deitch
Pour les articles homonymes, voir Donna et Deitch.
Donna Deitch, née en 1945 à San Francisco, est principalement une réalisatrice américaine de série télévisée.

## Biographie
En 1985, Donna Deitch se fait connaître avec un drame saphique, Desert Hearts.
Elle est en couple avec l'écrivaine Terri Jentz (en).

## Filmographie

### comme réalisatrice
- 1975 : Woman to Woman (documentaire)
- 1985 : Desert Hearts
- 1989 : The Women of Brewster Place (mini-série télévisée) (2 épisodes)
- 1990 : WIOU (série télévisée) (1 épisode)
- 1991 : Femmes sous haute surveillance (Prison Stories: Women on the Inside) (téléfilm) (segment "1")
- 1991 : Veronica Clare (série télévisée)
- 1992 : Sexual Advances (téléfilm)
- 1994 : Angel of Desire
- 1994 : A Change of Place (téléfilm)
- 1994 : Robin's Hoods (série télévisée) (2 épisodes)
- 1995 : ER (série télévisée) (2 épisodes)
- 1996 : Second Noah (série télévisée) (1 épisode)
- 1996 : Moloney (série télévisée) (1 épisode)
- 1997 : Murder One: Diary of a Serial Killer (mini-série) (6 épisodes)
- 1997 : EZ Streets (série télévisée) (1 épisode)
- 1995-1997 : Murder One (série télévisée) (5 épisodes)
- 1997 : Total Security (série télévisée) (1 épisode)
- 1997 : The Visitor (série télévisée) (1 épisode)
- 1997 : Dellaventura (en) (série télévisée) (1 épisode)
- 1998 : Nothing Sacred (en) (série télévisée) (1 épisode)
- 1998 : Angel on My Shoulder (documentaire)
- 1998 : C-16: FBI (série télévisée) (1 épisode)
- 1999 : The Devil's Arithmetic (téléfilm)
- 2000 : Common Ground (en) (téléfilm)
- 2000-2001 : The $treet (série télévisée) (2 épisodes)
- 2003 : Judging Amy (série télévisée) (1 épisode)
- 2003 : Dragnet (série télévisée) (1 épisode)
- 2003 : Wild Card (série télévisée)
- 1995-2003 : NYPD Blue (série télévisée) (13 épisodes)
- 2005 : South of Nowhere (série télévisée) (2 épisodes)
- 2006 : Bones (série télévisée) (1 épisode)
- 2006 : Heroes (série télévisée) (1 épisode)
- 2001-2007 : Crossing Jordan (série télévisée) (9 épisodes)
- 2007 : A Town Called Eureka (série télévisée) (1 épisode)
- 2010 : Grey's Anatomy (série télévisée) (1 épisode)
- 2010 : Army Wives (série télévisée) (1 épisode)
- 2009-2010 : Private Practice (série télévisée) (4 épisodes)
- 2002-2011 : Law & Order: Special Victims Unit (série télévisée) (3 épisodes)
- 2011 : Off the Map (série télévisée) (1 épisode)
- 2011 : A Gifted Man (série télévisée) (1 épisode)
- 2013 : The Glades (série télévisée) (1 épisode)
- 2016 : Greenleaf (série télévisée) (1 épisode)

### comme productrice
- 1975 : Woman to Woman (documentaire) (+ monteuse)
- 1985 : Desert Hearts (+ actrice)
- 1998 : Angel on My Shoulder (documentaire) (+ monteuse et scénariste)